# Hipersensibilidade ao plasma seminal humano
A hipersensibilidade ao plasma seminal humano é o nome técnico á doença popularmente conhecida como alergia ao sexo ou alergia ao sêmen. Esta alergia é desenvolvida principalmente por mulheres entre 20 a 50 anos, e pode se manifestar em diversos níveis, causando irritações na área vaginal e em outras partes do corpo quando em contato com o sêmen humano.
A alergia não é especificadamente relacionada aos espermatozoides e sim ao liquido do sêmen (chamado de plasma seminal), este liquido é rico em proteínas e algumas delas podem causar irritação na pele e mucosas de quem entrar em contato com o liquido.

## Diagnóstico
O diagnóstico desta doença é feito através de consulta clinica com um urologista, ginecologista ou alergologista sobre os sintomas. A prevenção a este problema é a utilização de camisinha e evitar entrar em contato com o sêmen. O tratamento pode ser feito com anti-histamínicos minutos antes da relação sexual, assim aliviando os sintomas.

## Sintomas
Os sintomas em geral consistem em irritações cutâneas, coceira, dor, vermelhidão e calor na área do corpo que teve contato com o sêmen humano, as reações podem durar entre minutos e dias, porem  os problemas podem variar do modo no qual o sexo foi feito.

### Sexo anal
Pessoas com esta doença podem ter problemas em todos os tipos de relação sexual e isto não é diferente no sexo anal, no sexo anal as complicações estão no maior risco de desenvolver-se hemorroidas pela irritação causada pelo sêmen. A prevenção é similar em todos os casos, a utilização de camisinha.

### Sexo oral
No sexo oral as complicações podem ser maiores e mais variadas, pode ir dês do ressecamento e reação alérgica nos lábios até a criação de feridas e aftas na boca. Se o sêmen for engolido, pode-se gerar maiores problemas, como irritação da garganta, inflamação da mesma (que em casos mais graves como um choque anafilático pode levar a morte), e irritações no esôfago e estomago.

### Penetração vaginal
Na penetração vaginal os riscos são similares ao sexo anal, assim podendo causar dês de coceiras nos lábios da vagina, até problemas mais graves como inflamações vaginais e doenças como a candidíase.

### Masturbação
Na masturbação os riscos são similares ao sexo oral, quando o sêmen entra em contato com os olhos pode causar conjuntivite alérgica. Em alguns casos o contato do sêmen com a pele (seja da mão ou do tronco) podem causar reações alérgicas similares a uma urticária.

## Tratamento

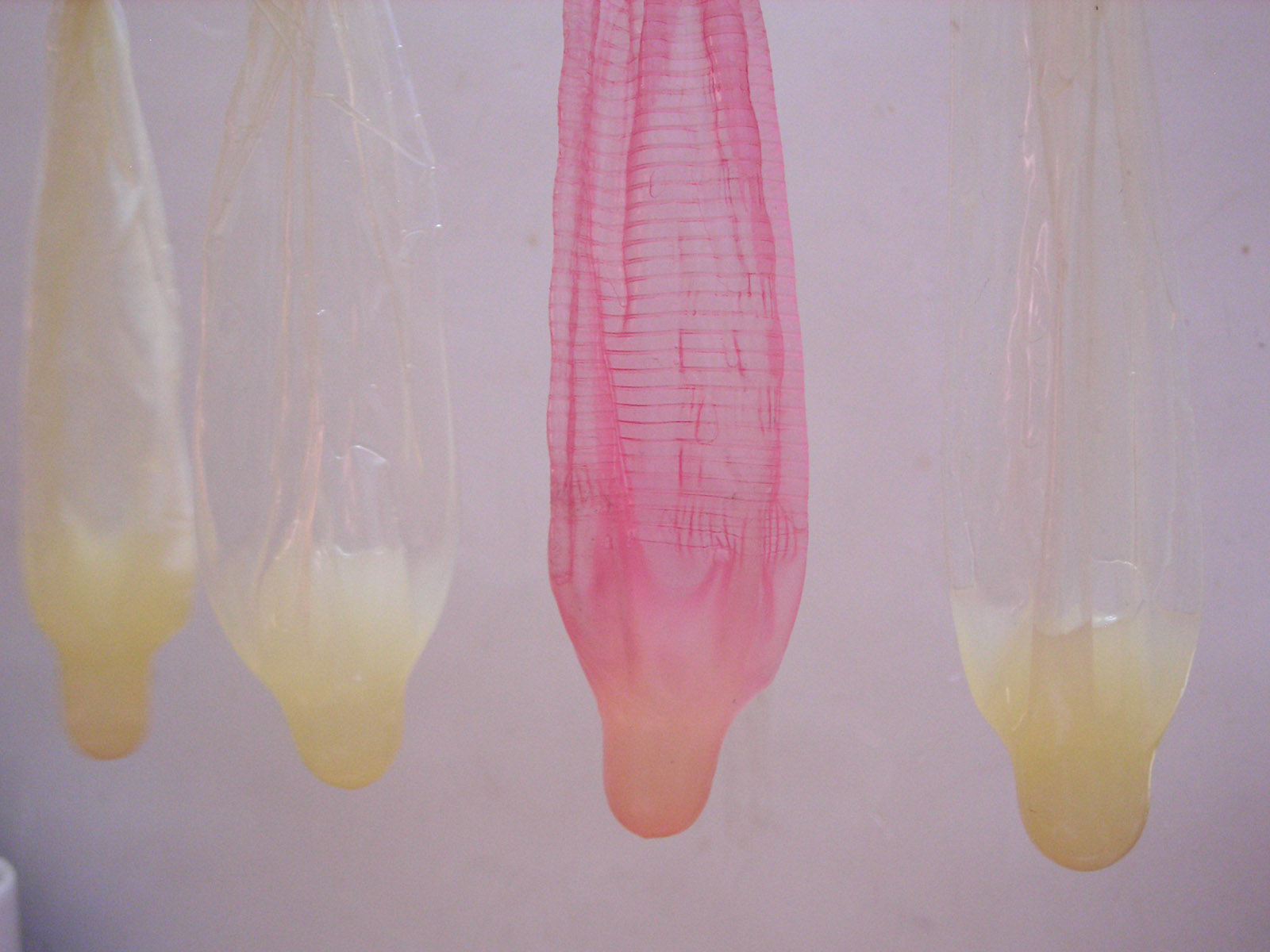
A utilização de preservativos ajuda no combate da doença

O tratamento é normalmente feito com a utilização correta da camisinha e evitando o contato do sêmen com o enfermo. Também em alguns casos a utilização de anti-histamínicos pré coito podem ajudar no controle dos sintomas.
Quando em contato com a pele e gerando irritações, a indicação é a procura por um médico para tratamento da melhor forma o possível. Porem o que pode-se ser feito logo após o contato é a lavagem da área com agua corrente e sabão e a utilização de pomadas para assaduras e/ou pomadas anti-histamínicas.

## Fertilidade
Mesmo sendo desconfortável o contato com o sêmen, a fertilidade da mulher não é atingida pela enfermidade. Existem diversos níveis desta alergia que devem ser pesquisados e estudados por profissionais da área da saúde, assim analisando os riscos e benefícios do sexo com o intuito de gravidez.
Em casos mais leves é possível a gravidez da mulher através do sexo convencional tomando assim anti-histamínicos para controle da irritação. 

Já em casos mais graves, é recomendado a fertilização in vitro para evitar complicações mais graves como infecções e inflamações vaginais.